# Mervyn Griffin
Mervyn Edward "Merv" Griffin, Jr., född 6 juli 1925 i San Mateo, Kalifornien, död 12 augusti 2007 i Los Angeles, Kalifornien, var en amerikansk TV-programledare, entertainer och exekutiv producent. Griffin inledde sin karriär som sångare och medverkade även i filmer och på Broadway. Senare fick han sin egen TV-show; The Merv Griffin Show.
År 1964 startade han frågesportsprogrammet Jeopardy!.